# 釐侯 (晋)
釐侯（きこう、生年不詳 - 紀元前823年）は、中国の西周時代の晋の君主。姓は姫、名は司徒。

## 生涯
晋の靖侯の子として生まれた。紀元前841年、靖侯が死去すると、後を嗣いで釐侯が晋侯として即位した。紀元前823年、釐侯は死去し、子の献侯が晋侯として即位した。